# Tryckarfisk
Tryckarfisk (Monacanthus tuckeri) är en fiskart som beskrevs av Bean 1906. Tryckarfisk ingår i släktet Monacanthus och familjen filfiskar. Inga underarter finns listade i Catalogue of Life.